# Christophoruskirche (Neuenkirchen)

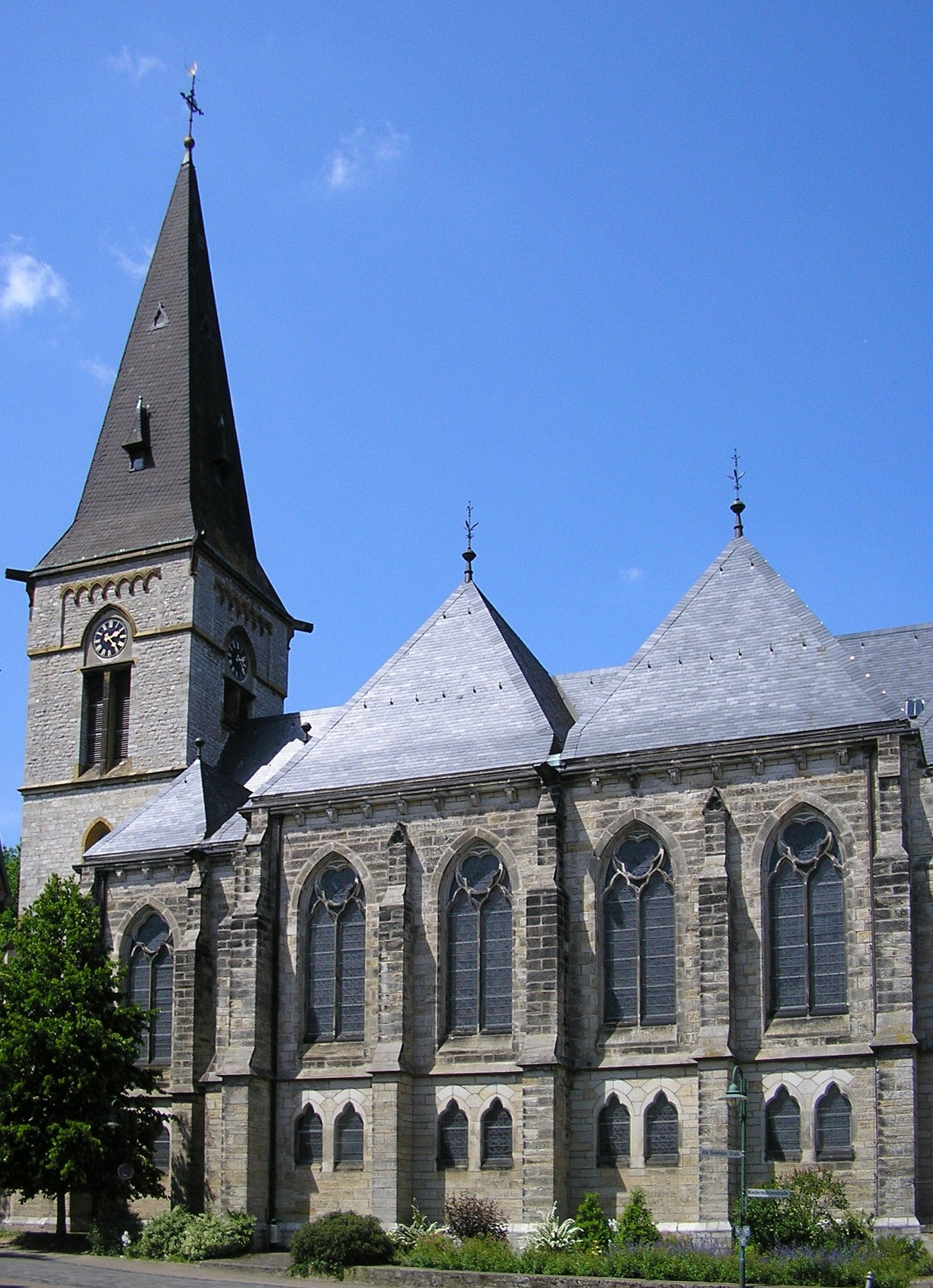
Die Christophoruskirche

Die evangelisch-lutherische, denkmalgeschützte Christophoruskirche steht auf dem ehemaligen Kirchfriedhof von Neuenkirchen, einem Stadtteil von Melle im Landkreis Osnabrück von Niedersachsen. Die Kirchengemeinde gehört zum Kirchenkreis Melle-Georgsmarienhütte im Sprengel Osnabrück der
Evangelisch-lutherischen Landeskirche Hannovers.

## Beschreibung
Die neugotische Hallenkirche wurde 1885–87 nach einem Entwurf von Alexander Trappen unter Leitung des Bauführers Eduard Wendebourg gebaut, nachdem am 18. Mai 1883 der Vorgängerbau abgebrannt war. Lediglich der 1876 nach einem Blitzeinschlag neu erbaute Kirchturm aus Werksteinen und Ecksteinen blieb erhalten. 1908 wurde das oberste Geschoss des Turms, in dem sich die Turmuhr und der Glockenstuhl hinter den als Biforien gestalteten Klangarkaden befinden, neu errichtet. Außerdem erhielt er anstelle des Flachdaches einen vierseitigen, leicht eingezogenen, schiefergedeckten, spitzen Helm, an dem sich kleine Dachgauben befinden. 
Im Glockenstuhl hängen drei Kirchenglocken, die ältere wurde 1887 von Petit & Gebr. Edelbrock, die beiden jüngeren wurden 2008 von der Eifeler Glockengießerei gegossen. 
An den Kirchturm im Westen schließen sich aus Quadermauerwerk zwei Achsen des Langhauses an, gefolgt von zwei parallelen Querschiffen. Nach Osten, hinter einer weiteren Achse des Langhauses, folgt der eingezogene Chor mit einem dreiseitigen Abschluss. Die Wände werden von Strebepfeilern gestützt. Das Langhaus ist mit einem Satteldach bedeckt, an das die abgewalmten Querdächer, der Achsen des Langhauses und der Querschiffe einmünden. Die Fenster zwischen den Strebepfeilern sind zweigeschossig gegliedert, unten sind zwei kleine Fenster mit einem Dreipass, oben ist ein großes, zweibahniges Maßwerkfenster. 
Der Innenraum ist mit einem Kreuzgratgewölbe überspannt. In den Seitenschiffen und im Westen befinden sich steinerne Emporen.  
Von der Kirchenausstattung der alten Kirche ist nur wenig erhalten. Ein hölzernes neugotisches Altarretabel ist mit Wimpergen und Fialen verziert. Im Hauptfeld steht ein Kruzifix in einer Mandorla. Zwei Messingarmleuchter sind ebenfalls erhalten. Die Kanzel ist am südlichen Pfeiler des Chors angebaut, an den Brüstungen des Kanzelkorbs befinden sich Schnitzfiguren der vier Evangelisten. Das achteckige Taufbecken steht neben dem nördlichen Chorpfeiler. Eine Orgel mit 23 Registern, zwei Manualen und einem Pedal wurde 1887 vom Orgelbauer Rohlfing gebaut. 1970/71 wurde sie durch ein Werk mit 25 Registern von Gustav Steinmann ersetzt.